# Wolfgang Amadeus Phoenix
Wolfgang Amadeus Phoenix är ett musikalbum av den franska musikgruppen Phoenix lanserat 2009 på skivbolaget V2 Records. Albumet var gruppens fjärde studioalbum. Deras skivor hade tidigare sålt bra i Europa, men detta album var deras första att listnoteras i USA. Det tilldelades sedermera en Grammy för årets bästa alternativa album.
De två inledande låtarna "Lisztomania" och "1901" släpptes även som singlar.

## Låtlista
1. "Lisztomania" - 4:08
2. "1901" - 3:13
3. "Fences" - 3:45
4. "Love Like a Sunset (Part I)" - 5:39
5. "Love Like a Sunset (Part II)" - 1:57
6. "Lasso" - 2:48
7. "Rome"	- 4:38
8. "Countdown" - 3:57
9. "Girlfriend" - 3:24
10. "Armistice" - 3:05

## Listplacerngar
- Billboard 200, USA: #37[2]
- UK Albums Chart, Storbritannien: #54[3]
- Frankrike: #14[4]
- VG-lista, Norge: #39[5]
- Sverigetopplistan, Sverige: #34[6]